# Enicospilus hecastus
Enicospilus hecastus là một loài tò vò trong họ Ichneumonidae.